# 那加丘陵

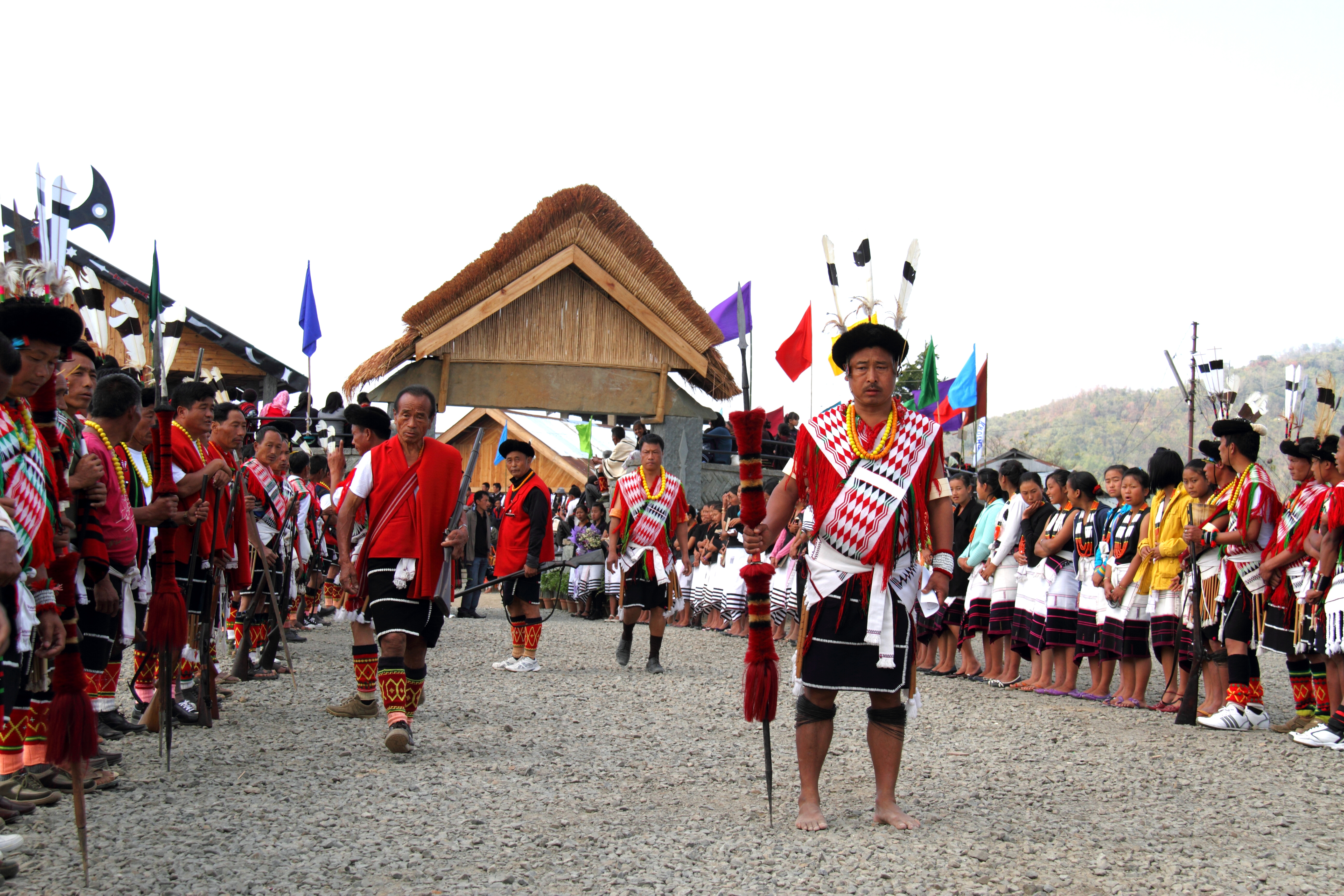

納加丘陵是南亞的丘陵，即野人山，位於緬甸西北部和印度東部之間接壤的邊境，屬於喜馬拉雅山脈的一部分，由6座錐狀峰組成，最高點海拔高度3,827米。

## 外部連結
- Burma - Geography
- Google Books, The Physical Geography of Southeast Asia （页面存档备份，存于）